# AEG Dr.I
O AEG Dr.I foi um caça triplano da Primeira Guerra Mundial, teve seu design baseado no AEG D.I. Somente um simples protótipo foi construído, após avaliação constatou-se que tinha a performance pobre e por isso não foi colocado em produção.